# Pedicularis ruoergaiensis
Pedicularis ruoergaiensis är en snyltrotsväxtart som beskrevs av H.P. Yang. Pedicularis ruoergaiensis ingår i släktet spiror, och familjen snyltrotsväxter. Inga underarter finns listade i Catalogue of Life.